# Trève
Pour les articles ayant des titres homophones, voir Trêve, Trèves et Trévé.

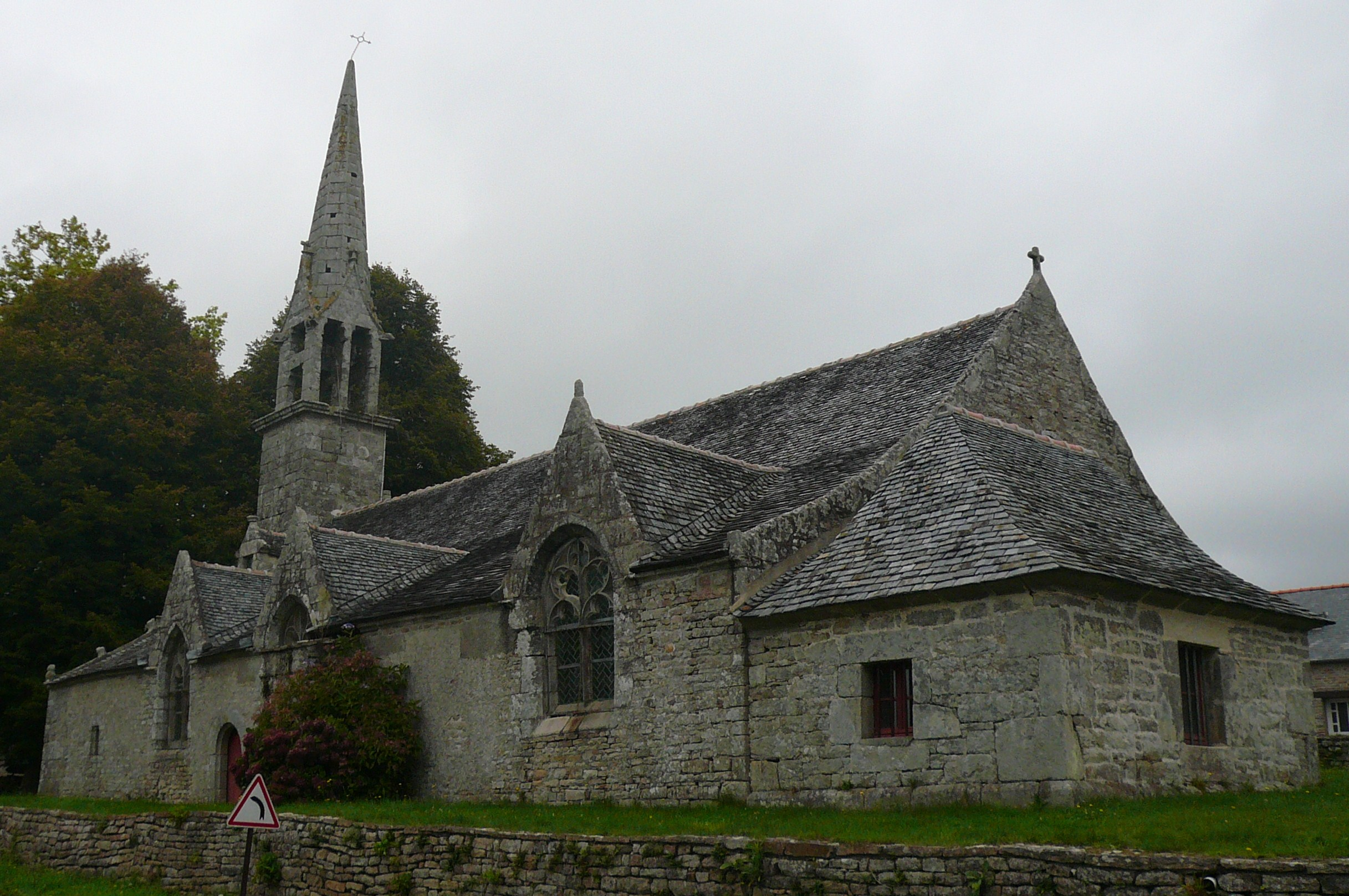
La chapelle Notre-Dame de Locmaria-an-Hent, à Saint-Yvi (Finistère), construite au XVe siècle en tant qu'église tréviale de la paroisse d'Elliant.

Une trève (trev, treo ou tre, en breton) est, en Bretagne, une succursale de paroisse, subdivision rendue nécessaire par l'éloignement du lieu de culte paroissial. Ce terme religieux a, en toponymie, le sens de quartier. L'habitant d'une trève est un trévien  (trevad ou trevian, en breton).

## Étymologie
Le breton trev, tre(o) remonte au moyen breton treff (identique au gallois tref « habitation, hameau »), lui même du vieux breton treb « lieu habité » (identique au radical gaulois treb- que l'on rencontre par exemple dans le nom de la tribu des Atrebates « les Habitants » cf. Arras, Artois). Plus loin, c'est un parent du proto-germanique ƿurpa- > allemand Dorf « village », néerlandais / bas allemand dorp, vieil anglais ƿorp, etc..

## L'édifice religieux

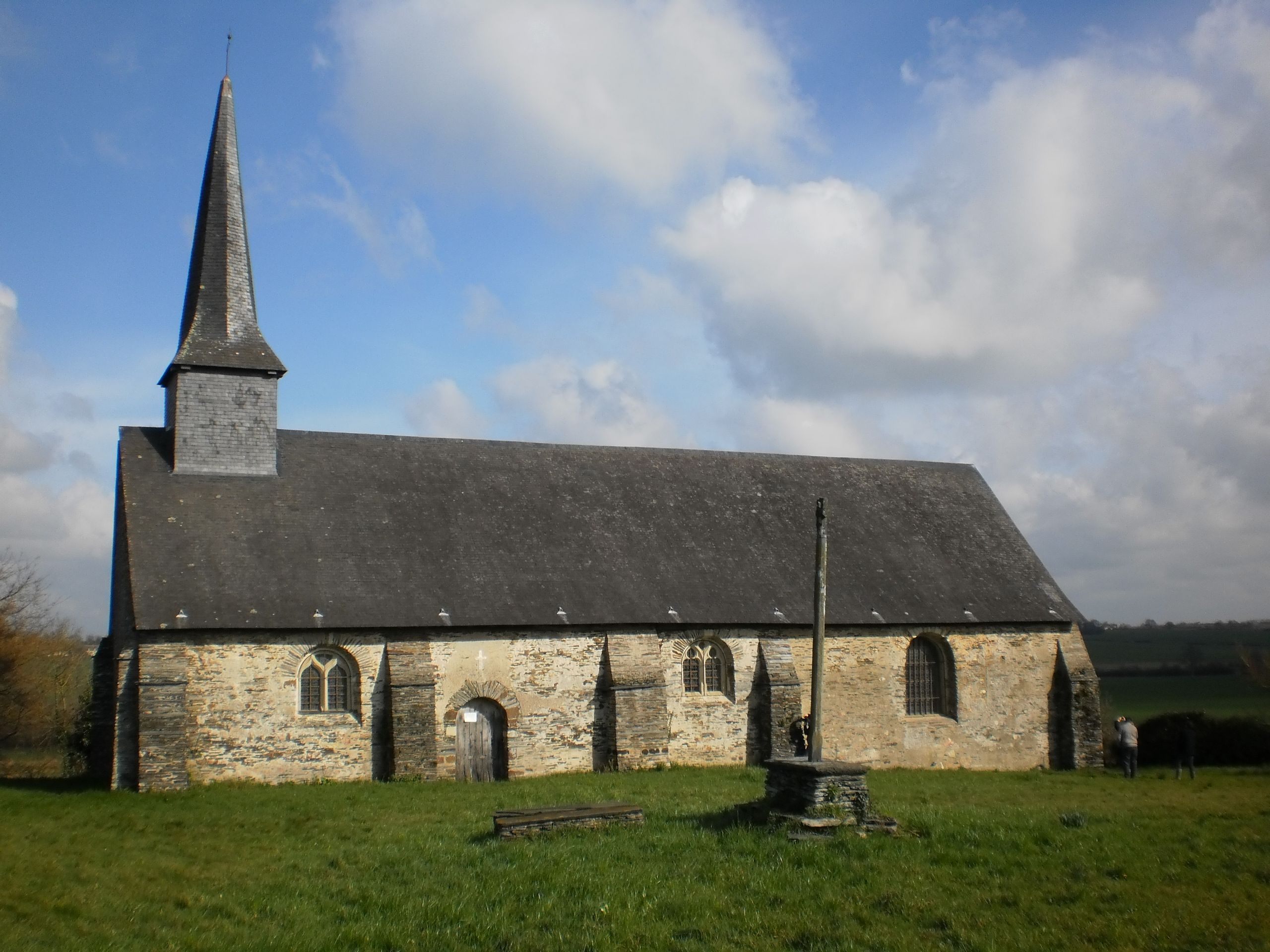
L'ancienne église de Saint-Sulpice-des-Landes en pays nantais, trève du Pin jusqu'en 1767.

La chapelle ou l'église d'une trève est appelée chapelle tréviale ou église tréviale.
- La chapelle tréviale bénéficie de la part de la paroisse d'un minimum de service religieux, sans avoir un desservant à demeure.
- L'église tréviale a un desservant sur place, à qui les tréviens doivent construire une résidence, et dont ils doivent assurer la subsistance. Il appartient au pape d'ériger un édifice en église tréviale et d'établir le modus vivendi entre les tréviens et le recteur de la paroisse. L'église paroissiale reste l'église mère des tréviens, et le recteur de la paroisse leur recteur[2].

Beaucoup d'anciennes églises tréviales sont devenues paroissiales et de nombreuses trèves bretonnes sont devenues des communes lors de la Révolution française ou plus tard, dans le courant du XIXe siècle, parfois même dans les premières décennies du XXe siècle.

## Toponymes
Dans le domaine brittophone, le mot treb, treff ou trev / tre(o) entre en composition de nombreux toponymes — prenant en compte les mutations consonantiques (un t devient d après un article, ou adoucissement d'une autre initiale)…
- An Dre Nevez (paroisse et commune de Saint-Sauveur dont le nom breton signifie « la nouvelle trève », Saint-Sauveur étant à l'origine une trève de Commana).
- Le Trévoux (en breton, An Treoù-Kerne).
- Trébabu : la trève de (saint) Pabu.
- Trébeurden
- Tréboul : la trève de l'étang.
- Treffendel
- Treffiagat (en breton, Triagat).
- Treffieux
- Tréflez
- Trégastel
- Tréguennec : la trève de (saint) Guennec.
- Trégueux
- Tréogat (en breton, Trégat).
- Trémeheuc
- Trescalan : la trève de l'escarpement sur a commune de La Turballe[4]
- etc.

## Variantes
Le Lexique étymologique des termes les plus usuels du breton moderne (pp. 4 et 271) de Victor Henry indique : « Tréô, s. f. variante de tréf. V. ce mot et adré » et « Tréf, s. f. territoire dépendant d’une succursale. V. sous adré »

## Ailleurs qu'en Bretagne
Le mot tre est aussi un élément de composition des toponymes très fréquent dans les Cornouailles britanniques, où il désigne des hameaux.
Sur l’île de Man, une treen était une subdivision des paroisses.
En Flandres, le nom de la commune de Trélon, « Terluinum » en latin, est peut-être composé du tre celtique.
Dans l'Ain, Trévoux est peut-être aussi dans ce cas. Il ne faut pas confondre ce toponyme avec celui du Trévoux, commune dont le nom est une francisation du toponyme britophone An Treoù.